# 奧爾頓 (新罕布什爾州)
奧爾頓（英語：Alton）是一個位於美國新罕布什爾州貝爾納普縣的鎮。

## 人口
根據2020年美國人口普查的數據，奧爾頓的面積為215.40平方千米，當中陸地面積為165.00平方千米，而水域面積為50.40平方千米。當地共有人口5894人，而人口密度為每平方千米27人。